# Dobla

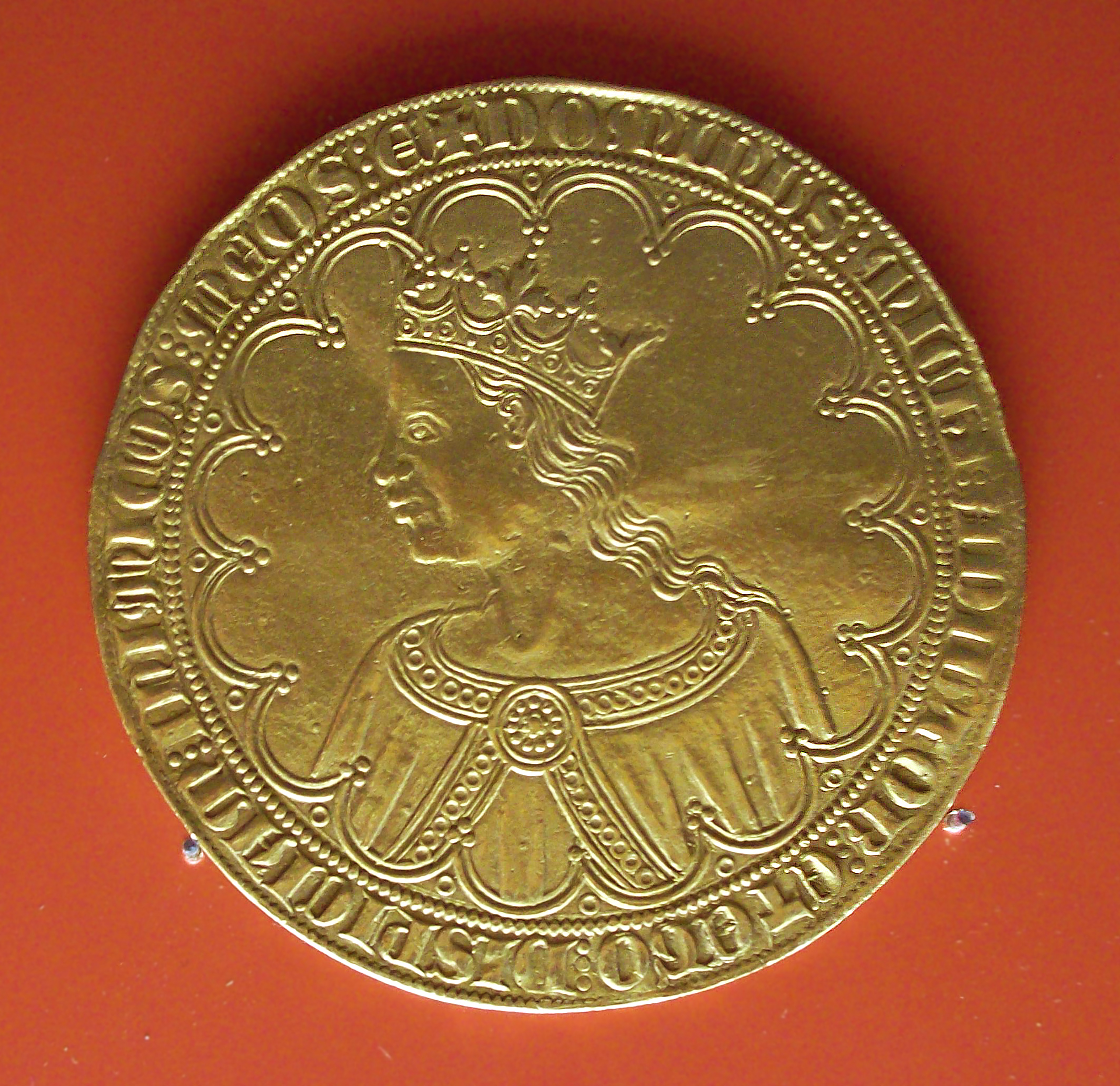
Dobla med valör 10 maravedis, utgiven av Peter I av Kastilien, präglad i Sevilla 1360. Diameter 68 mm.

En dobla (dobla castellana) var ett guldmynt i Kastilien och andra spanska kungadömen på 1300- och 1400-talet. Namnet härstammar från dobla maravedi, "dubbelmaravedi", ett mynt som var värt två maravedis (en spansk ersättare till den muslimska dinaren). Doblan har dock även funnits i högre valörer. Den följdes av dukaten 1497 och sedan av escudon 1537 som Spaniens standardguldmynt.